# Kasper König
Kasper König, född Rudolf Hans König 21 november 1943 i  Mettingen, Westfalen i Tyskland, död 9 augusti 2024, var en tysk konsthistoriker och kurator.

## Biografi
Kasper König var bror till konstbokhandlaren och förläggaren Walther König (född 1939). Redan under sina studier organiserade han konstutställningar, bland annat vid 23 års ålder en utställning om Claes Oldenburg på Moderna museet i Stockholm. Han var från 1972 till 1976 biträdande professor vid Nova Scotia College of Art and Design i Halifax i Kanada. År 1985 fick König, utan att ha avslutat sina formella studier, en professur i  "Konst och det offentliga rummet" vid Kunstakademie Düsseldorf. År 1988 blev han professor vid Staatliche Hochschule für Bildende Künste – Städelschule i Frankfurt am Main, och ett år senare utsågs han till rektor vid denna konsthögskola. Under rektorstiden tog han initiativ till att grunda konsthallen Portikus i Frankfurt am Main. 
Han anställdes som ung som kurator på Museums Ludwig i Köln och var från 2000 till 2012 chef för museet. Tillsammans med Klaus Bussmann tog han 1976 initiativ till skulpturutställningen Skulptur Projekte Münster, som sedan dess arrangerats vart tionde år, senast 2017, vid alla tillfällen med Kasper König som konstnärlig ledare. År 2014 var Kasper König kurator för den tionde roterande konstbiennalen Manifesta, som hölls i Eremitaget i Sankt Petersburg i Ryssland.
År 2005 blev han hedersdoktor Nova Scotia College of Art and Design i Halifax i Kanada. 
Kasper König har varit gift med skådespelaren och illustratören Edda Köchl (1942–2015), med vilken han har sonen, galleristen i New York Leo König. Han var i andra äktenskapet gift med galleristen i Berlin Barbara Weiss (1960–2016), med vilken han fick sonen, galleristen i Berlin Johann König.